# Lars Ootes
Lars Ootes (1991) is een Nederlandse schaker en Internationaal Meester. 
Ootes eindigde in het Open Nederlands Kampioenschap Schaken van 2009 op de gedeelde vijfde plaats met 6½ uit 9 en kwam daarmee net tekort voor een GM-norm. Hij versloeg in de laatste 4 ronden achtereenvolgens Andey Vovk en Friso Nijboer, verloor van Jan Timman en won van Dimitri Reinderman. In augustus 2010 behaalde hij in het open kampioenschap van Wenen zijn eerste IM-norm. In augustus 2009 werd Ootes tijdens het Euro Chess Tournament in Enschede Open Nederlands Jeugdkampioen. In augustus 2010 behaalde hij tijdens de Young Masters tienkamp in Enschede zijn tweede IM-norm. In 2010 en 2011 werd hij Nederlands Jeugdkampioen. In 2011 won het team Lars Ootes / Lennart Ootes met 12 pt. uit 7 rondes het Leidse Kroeg & Loper toernooi. In augustus 2012 behaalde hij tijdens het open internationaal De Sants-toernooi in Barcelona zijn derde IM-norm. Eind 2009 stond Ootes in de top 50 van de Nederlandse ratinglijst.